# Osemstrana prizma
| Osemstrana prizma           | Osemstrana prizma                                    |
| --------------------------- | ---------------------------------------------------- |
|                             |                                                      |
| vrsta                       | prizmatični uniformni polieder                       |
| elementi                    | F = 10, E = 24, V = 16, ({\displaystyle \chi \,}= 2) |
| stranske ploskve po straneh | 8{4}+2{8}                                            |
| Schläflijev simbol          | t{2,8} ali 2{8}                                      |
| Wythoffov simbol            | 2 2 4\|                                              |
| Coxeter-Dinkinov diagram    |                                                      |
| simetrija                   | D7d, [2+,14], (2*322) reda 32                        |
| vrtilna grupa               | D8, [8,2]+, (722) reda 16                            |
| sklici                      | U76(f)                                               |
| značilnosti                 | konveksna zonoeder                                   |
| (slika oglišč) 4.4.8        |                                                      |

Osemstrana prizma je v geometriji šesta v neskončni množici prizem. Sestavljajo jo osem kvadratnih in dve osemkotniški stranski ploskvi. Stranske ploskve so vse pravilne in spada med polpravilne poliedre.

## Uniformna satovja in polihoroni
Je element treh uniformnih satovij:
| prisekano kvadratno prizmatično satovje | omniprisekano kubično satovje | runciprisekano kubično satovje |
|                                         |                               |                                |